# Ralph von Heygendorff
Ralph von Heygendorff (ur. 15 sierpnia 1897 w Dreźnie, zm. 10 grudnia 1953 w Remscheid) – generał porucznik Wehrmachtu, 1 zastępca attaché wojskowego III Rzeszy w ZSRR, dowódca Legionów Wschodnich podczas II wojny światowej. Odznaczony Złotym Krzyżem Niemieckim 30 kwietnia 1945.

## Życiorys
Służbę wojskową rozpoczął pod koniec sierpnia 1914 r. Brał udział w I wojnie światowej. Służył w 100 Królewskim Saksońskim Pułku Piechoty. W poł. października tego roku skierowano go na kurs oficerski w Döberitz. Po jego ukończeniu na pocz. marca 1915 r., objął dowodzenie plutonem macierzystego pułku. W poł. kwietnia tego roku został awansowany do stopnia porucznika. Od poł. stycznia 1916 r. służył jako adiutant w sztabie I Batalionu 193 Pułku Piechoty. Na pocz. lipca tego roku objął funkcję adiutanta i szefa kompanii polowego oddziału werbunkowego 23 Dywizji Piechoty. 
Następnie przeszedł do sztabu 46 Brygady Piechoty Landwehry jako adiutant. Od pocz. marca 1917 r. służył 101 Pułku Piechoty Landwehry. Na początku maja tego roku powrócił na krótko do sztabu 46 Brygady Landwehry, po czym pod koniec maja tego roku skierowano go na kurs oficerski w szkole wojskowej w Kownie. Po jego ukończeniu w poł. września powrócił do sztabu brygady. Na pocz. grudnia został przeniesiony do 101 Pułku Piechoty Landwehry i jednocześnie pełnił funkcję adiutanta w sztabie macierzystej brygady. Pod koniec stycznia 1919 r. został adiutantem w 46 Ochotniczej Brygadzie Piechoty Landwehry, zaś na pocz. kwietnia tego roku w sztabie dowódcy piechoty wojsk niemieckich w południowej Litwie. W połowie czerwca powrócił do 46 Ochotniczej Brygady Piechoty Landwehry. Od końca września był adiutantem w dowództwie IV Okręgu Wojskowego. Pod koniec listopada przeniesiono go do 24 Pułku Piechoty Reichswehry. 
Na pocz. stycznia 1921 r. został adiutantem w batalionie szkoleniowym 10 Pułku Piechoty. Od pocz. października 1923 r. służył w sztabie 4 Dywizji Piechoty. Na pocz. lipca 1924 r. przeniesiono go na krótko II Batalionu 4 Pułku Artylerii, po czym przeniesiono go do 12 Pułku Górskiego. Od pocz. października 1925 r. był oficerem łączności II Batalionu 10 Pułku Piechoty, zaś od pocz. listopada 1929 r. sztabu pułku. 
Na pocz. października 1930 r. objął funkcję adiutanta w dowództwie Okręgu Wojskowego "Saksonia". Na pocz. kwietnia 1931 r. awansował do stopnia kapitana. Od pocz. lutego 1933 r. służył jako adiutant w 10 Pułku Piechoty, zaś od pocz. października 1934 r. w Pułku Piechoty "Drezno". W poł. października 1934 r. został szefem kompanii w 10 Pułku Piechoty. Na pocz. października 1936 r. w stopniu majora objął funkcję adiutanta w dowództwie VIII Korpusu Armijnego. W poł. września 1939 r. w stopniu podpułkownika skierowano go na krótko do sztabu najwyższego dowództwa armii. Pod koniec października tego roku został 1 zastępcą attaché wojskowego III Rzeszy w Moskwie. 
Od połowy sierpnia 1940 r. w stopniu pułkownika był adiutantem w dowództwie VII Okręgu Wojskowego. W poł. lutego 1941 r. przeszedł do wydziału zagranicznego Oberkommando der Wehrmacht (OKW). Na począku maja 1942 r. objął na krótko dowództwo batalionu szkoleniowego w Mourmelon-le-Grand, zaś w połowie lipca tego roku 181 Pułku Piechoty. 
Pod koniec września objął funkcję dowódcy Legionów Wschodnich. Od stycznia 1944 r. w stopniu generała majora dowodził Ochotniczą Dywizją Kadrową. Pod koniec maja tego roku objął dowództwo 162 Turkiestańskiej Dywizji Piechoty. W dniach 5 - 12 lipca sprawował dodatkowo dowództwo 237 Dywizji Piechoty. Pod koniec stycznia 1945 r. awansował na generała porucznika. 4 maja tego roku dostał się do niewoli alianckiej. Na pocz. grudnia 1947 r. wyszedł na wolność.